# Metallurgische industrie
De metallurgische industrie of basismetaalindustrie is een onderdeel van de metaalindustrie.
Ze omvat de bedrijven die metaalerts verwerken tot metaal (primair metaal), en de bedrijven die dit metaal verder verwerken tot halffabricaten. Ook worden de bedrijven hieronder gerangschikt die metaalschroot verwerken tot bruikbaar metaal (secundair metaal).

## IJzer en staal
Bij de ijzer- en staalproductie, dat naar volume veruit het belangrijkste metaal is, zijn de volgende productiestappen aanwezig:
- Ertsvoorbereiding, bestaande uit vermalen, wassen, pelletiseren. Eventueel ook sinteren, waarbij de toeslagstoffen kalksteen en cokes samen met het erts tot brokken wordt gebakken, die rechtstreeks in de hoogoven kunnen worden gebruikt.
- Het hoogovenbedrijf, dat uit erts en toeslagstoffen het vloeibaar ruwijzer produceert en waarbij als restproduct hoogovenslak wordt gevormd.
- De staalindustrie, welke het ruwijzer en/of ijzerschroot verwerkt tot staal. Ook legeringen kunnen aldus worden vervaardigd.
- Het vloeibare staal wordt gegoten in blokken of knuppels, dan wel met een continugietmachine in strengen, die door middel van snijbranders in plakken worden gesneden. Eventueel wordt ook het ruwijzer dat niet tot staal wordt verwerkt, in blokken gegoten.

- De walserij, bestaande uit een warm-bandwalserij en een koud-bandwalserij. In de warmbandwalserij worden de plakken, eerst in roodgloeiende en later in koude toestand, tot steeds dunnere platen gewalst, al naargelang de behoefte. Uiteindelijk ontstaat uit een plak een stalen band van een kilometer lang en 1 mm dikte. Deze kan in de koudbandwalserij verder worden uitgewalst al naargelang de behoefte. De band wordt gewoonlijk op rollen (coils) gewonden en als zodanig als product verkocht.
- Behalve tot plaatstaal kunnen de plakken ook tot profielstaal worden gewalst, zoals U- en H-balken.
- De knuppels worden gewalst tot staaf- en draadproducten, zoals gewalst staaldraad en betonijzer. Dit geschiedt in een staaf- en draadwalserij.
- Oppervlaktebehandelingen, zoals galvaniseren door elektrolyse, of vertinnen door dompeling. In het laatste geval wordt blik geproduceerd.

Een industrieel bedrijf dat het hoogovenbedrijf en de staalfabriek combineert heet een geïntegreerd staalbedrijf. Vaak is daarbij ook een warmband- en een koudbandwalserij aanwezig. Niet zelden omvat het complex ook een cokesfabriek en een haven.

## Non-ferro metalen
De ertsen van non-ferrometalen zijn doorgaans armer. De volgende processen kunnen hierbij noodzakelijk zijn:
- Ertsveredeling of concentratie, waarbij het erts wordt vermalen en de niet-metaalhoudende deeltjes door diverse scheidingsmethoden worden verwijderd. Deze deeltjes worden als tailings opgeslagen, vaak in bezinkvijvers.
- Roosten, waarbij het zwavel in sulfidische ertsen wordt geoxideerd tot SO2. Hierna is nog een reductieproces -meestal met behulp van cokes- nodig.
- Elektrolyse wordt gebruikt om zink, koper, aluminium en dergelijke uit erts te winnen of te raffineren. Het hierbij ontstane anodeslib bevat veel kostbare materialen die er ook weer uit gewonnen kunnen worden.